# Páladas
Páladas (Alejandría, siglo IV d. C.), en griego antiguo original Παλλαδᾶς, fue un gramático y poeta griego que vivió en Alejandría.

## Biografía
Poco se sabe sobre él, y la mayor parte se deduce de los 151 epigramas que compuso y se han transmitido por la Anthologia graeca, casi todos en los libros IX, X y XI, de forma que constituye el poeta con más testimonios de la colección, algo que debe acreditar la fama póstuma que alcanzó; son de autoría dudosa otros 23. Sus poemas describen la personalidad de un maestro de retórica pagano y pobre que se queja de obtener apenas lo justo para vivir en la miseria y se resigna a permanecer en una ciudad cristiana, amargado en su vida familiar por una esposa de carácter insolente y pendenciero, lo que hace que buena parte de su poesía sea misógina:

De la adúltera Helena vino una matanza de hombres; / y por la decencia de Penélope hubo muertos. / La Iliada es obra causada por una sola mujer; / mientras que Penélope es causa de la Odisea

Vivía sin dramatismo el no dramático periclitar del mundo pagano: "¿Acaso no hemos muerto y solamente nos parece estar viviendo, griegos, /  abatidos en la desdicha / y fingiendo que un sueño es la vida? ¿O existimos nosotros cuando ha muerto la vida?" (A. G., X, 83). Uno de sus epigramas más recordados, transmitido por Máximo Planudes, es un elogio a la célebre astrónoma Hipatia, hija de Teón de Alejandría, a la que nombra como viva, pero cuya cruel muerte tuvo lugar el 415. Otro, según un escolio del Manuscrito Palatino (la fuente más importante para nuestro conocimiento del epigrama griego), fue escrito en el reinado de los emperadores conjuntos Valentiniano y Valente (364-375).
Una cronología alternativa construida por Kevin Wilkinson argumentó que Páladas vivió en la época de Constantino el Grande (†337) y se funda para ello en un epigrama sobre la destrucción de Beirut (Anth. Gr. IX.27), pero algunos de los argumentos esgrimidos sobre esta segunda cronología han parecido cuestionables.
Un epigrama anónimo (Anth. Gr. IX.380) asegura que Páladas era un poeta muy reputado. Y eso es cierto porque sus epigramas tuvieron una gran circulación en el mundo antiguo: uno fue encontrado en la pared de una letrina en Éfeso y otro en la tumba de un santo en la isla de Megiste. Pero en época moderna los juicios anduvieron divididos: un severo calvinista como Isaac Casaubon lo llama versificator insulsissimus ("poeta sosísimo") y John William Mackail es de la misma opinión: "Esto es cierto para gran parte de su trabajo y tal vez incluso para todo si no fuera por la indignación salvaje que enciende sus versos no con la llama de la poesía, sino con un tibio calor de rojas brasas." Empero, Prosper Merimée cita un epigrama misógino de Páladas como lema de su novela Carmen.
Ni el entusiasmo, la admiración o el amor le condujeron a los versos; sí por el contrario la sátira, el rencor y la desesperación por la disolución del mundo antiguo. Ni elogió el heroísmo ni aspiró a él. Vio la vida como la escena de una tragicomedia indefinida, a cuyo ilógico azar debía resignarse:

Escena y farsa es toda la vida. Aprende a actuar sin tomártela en serio, o bien soporta tus dolores

Cuatro poemas (IX, 180, 181, 182, 183) están dedicados a comentar el irónico caso del templo de Fortuna en Alejandría, entonces degradado a ser una vulgar taberna. 

Ni razón ni ley conoce la Fortuna, que tiraniza a los humanos, a los que arrastra a su capricho en sus vaivenes. Más se inclina a los injustos, pero a los justos los odia, como si quisiera mostrar su poderío irracional. X, 62.

Hay poca alusión directa en sus epigramas a la lucha pagana contra la embestida del cristianismo. Un epigrama menciona oscuramente la destrucción de los "ídolos" o estatuas populares de los dioses paganos de Alejandría durante el arzobispado de Teófilo en 389; así lamenta que la estatua en metal de Eros haya sido derretida para que un herrero hiciera una sartén, lo que, con agudeza, hizo no sin razón: también puede calentarse al rojo vivo. Otro, con lenguaje aún más enigmático (Anth. Gr. X.90) parece ser un amargo ataque a la doctrina de la Resurrección, cuando afirma que el bronce de los dioses paganos se ha librado de ser fundido en el dios cristiano al encontrarse esos ídolos como colección de arte en casa de un cristiano. Asimismo desprecia la vida monacal cristiana de los monjes retirados a la Tebaida, en un solo dístico, que juega con el significado en griego de monje / mónakos ("solitario"):

Si solitarios [monjes], ¿por qué tantos? Y si tantos, ¿cómo otra vez solos? / ¡Oh muchedumbre de solitarios [monjes] que falsea la soledad!

Cuando critica la vida real es cuando aparece la poderosa inspiración de Páladas; recuerda la crueldad de Jonathan Swift su desvelamiento de la fragilidad humana y cómo perdura su mezquindad y miseria. Los versos sobre el Descenso del Hombre (Anth. Gr. X, 45) caen tan fuertemente sobre el mártir neoplatónico como sobre su perseguidor cristiano y permanecen incluso ahora entre los sarcasmos más mordaces y aplastantes jamás transmitidos a la humanidad. Su profundo pesimismo nihilista solo se consuela con algo de filosofía epicúrea.

¿Cómo nací? ¿De dónde soy? ¿Con qué fin llegué? ¿Para partir? / ¿Cómo puedo aprender algo si no sé nada? / Nací, sin ser nada. De nuevo seré lo que antes era. / Nada y ninguna es la estirpe de los hombres. / Pero ¡ea! sírveme de la fuente placentera de Baco. / Pues ése es el antídoto y medicina de los males (A. P. X, 118)

Mackail agrupa a Páladas en el mismo período con Aesopus y Glycon, cada uno de los cuales es autor de un solo epigrama en la Antología griega. Los tres pertenecen a la época de los traductores bizantinos, cuando se hicieron infinitos esfuerzos para reescribir poemas o pasajes conocidos en diferentes metros, reescribiendo a Homero en dísticos elegíacos o yambos, y refundiendo textos de Eurípides o Menandro como epigramas.